# Ерньо Геребен
Ерньо Геребен (угор. Gereben Ernő; нар. 18 червня 1907, Шопрон — 16 травня 1988, Тун) — швейцарський шахіст угорського походження, міжнародний майстер від 1950 року.

## Шахова кар'єра
Неодноразово брав участь у фіналі чемпіонату Угорщини, кілька разів посідаючи місця поруч з подіумом (1950, 4-те місце, 1951 — 5-те місце, 1955 — 6-те місце). 1936 року взяв участь у неофіційній шаховій олімпіаді, яка відбулась у Мюнхені, на якій угорські шахісти посіли 1-ше місце. У 1947 році виграв у Софії, золоту медаль командного чемпіонату балканських країн, також був представником Угорщини на розіграній у 1954 році в Амстердамі шаховій олімпіаді. 1956 року емігрував до Швейцарії і до середини 70-х років належав до когорти провідних шахістів країни, двічі вигравши медалі у фіналах чемпіонату Швейцарії (1957 — бронзову, 1961 — срібну), а також тричі (1970, 1972, 1974), представляючи збірну цієї країни на шахових олімпіадах.
Досягнув низки успіхів у міжнародних турнірах, зокрема в таких містах, як: Тататоварош (1935, посів 2-ге місце позаду Ласло Сабо), Сопот (1951, посів 1-ше місце), Сан-Бенедетто-дель-Тронто (1957, посів 2-ге місце позаду Гедеона Барци), Гастінгс (1958/59, посів 3-тє місце позаду Вольфганга Ульманна і Лайоша Портіша), Богнор Регіс (1959, 1-2-ге місця), Бевервейк (1962, турнір B–1, посів 1-ше місце), Реджо-Емілія (1963/64, поділив 1-місце разом з Рудольфом Тешнером, Яношом Флешом і Гедеоном Барцою), Амстердам (1967, турнір IBM-B, поділив 2-ге місце позаду Дражена Маровича, разом зі Стефано Татаї, Александером Йонгсмою і Антоніо Медіною) і Монте-Карло (1969, 4-те місце позаду Дьожьо Форінтоша, Стефано Татаї та Віктора Чокилті).
За даними ретроспективного системи Chessmetrics, максимум зафіксовано в серпні 1935 року, коли шахіст займав 35-те місце у світі.